# تأشيرة إلكترونية
إنّ التأشيرة الإلكترونية (E-Visa) والتفويض الإلكتروني للسفر (ETA، ويُكتب أيضًا eTA) هما نظامان إلكترونيان أنشأتهما دول للتأكيد على أهلية مواطن أجنبي للسفر إلى أراضيها بموجب قوانين الهجرة لديها. وهما يؤكدان أنّ الزائر يستوفي شروط الدخول الخاصة بتلك الدولة.
وبناءً على فئة التأشيرة في الدولة وغاية السفر، تُعدّ هذه الأنظمة نقطة وسط بين الدول التي تسمح للأجانب بالسفر إلى أراضيها من دون شرط الحصول على تأشيرة، والدول التي تشترط على المسافرين الأجانب إجراء مقابلة في سفارة أو قنصلية للحصول على تأشيرة ورقية تقليدية مسبقًا قبل السفر.
ومنذ العقد الأول من القرن الحادي والعشرين، قدّمت العديد من الدول أنظمةً إلكترونيةً لإصدار التأشيرات أو تصاريح السفر بشكل إلكتروني، بديلًا عن التأشيرة الورقية التقليدية—خصوصًا في حالة تصاريح السفر الإلكترونية (ETAs) التي تُطبّق عندما يكون هناك برنامج إعفاء من التأشيرة ثنائي ولكن الدولة المستقبلة تشترط إجراء فحوص خلفية للتأكد من استيفاء الزائر لشروط البرنامج. وقد أُنشئت هذه الأنظمة بشكل رئيسي لتبسيط إجراءات السفر للزائرين القصيري الأجل والسياح من مجموعة محدودة من الدول.

## الإصدار

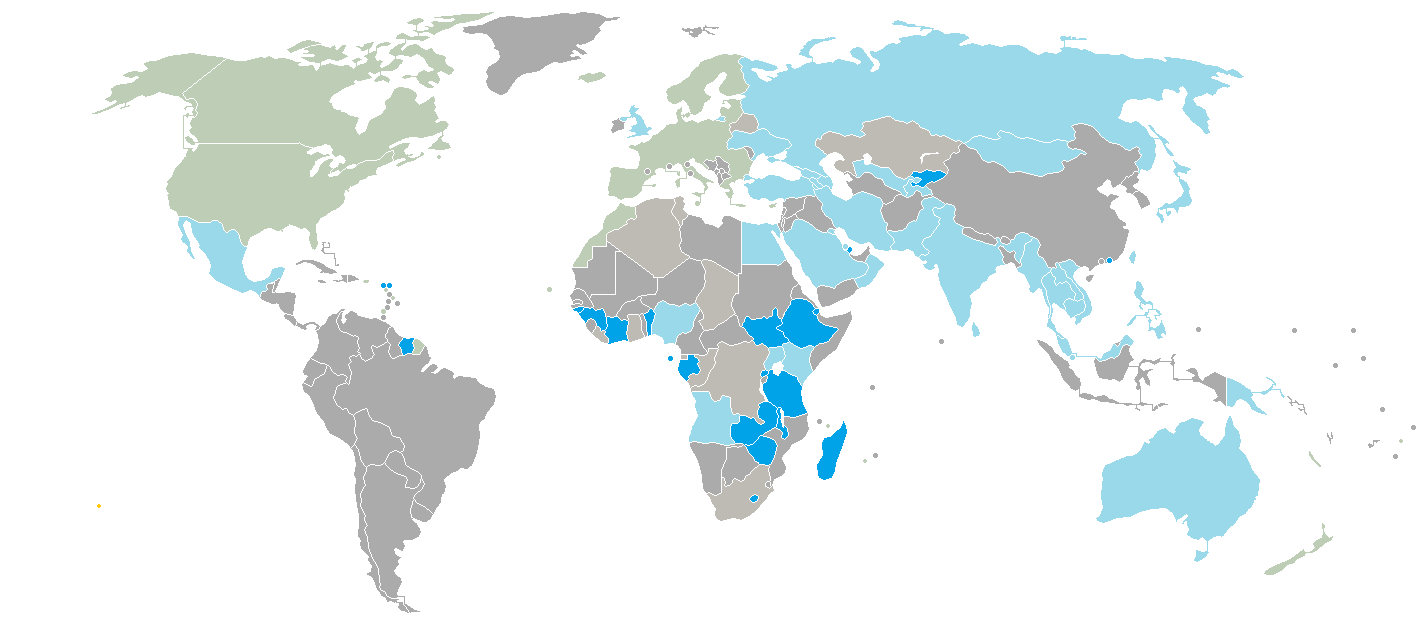
خريطة التأشيرات الإلكترونية:
دول تمنح التأشيرات الإلكترونية/تصاريح السفر الإلكترونية لجميع الجنسيات
دول تمنح التأشيرات الإلكترونية/تصاريح السفر الإلكترونية لجنسيات محددة
دول تشترط التسجيل الإلكتروني لمعظم زوار الإعفاء من التأشيرة (باستثناء تأشيرة eVisitor الأسترالية)
دول تخطط لتقديم التأشيرات الإلكترونية مستقبلًا
دول بلا خدمات التأشيرات الإلكترونية

اعتمادًا على المسافر والدولة المصدِّرة، تصدر التأشيرات الإلكترونية إما خلال دقائق أو قد تستغرق ما يصل إلى 7 أيام عمل أو أكثر. وتُجري الدول التي تصدر التأشيرات الإلكترونية فحوصًا أولية على جميع المتقدمين، بما في ذلك التحقق من قاعدة بيانات الإنتربول.
قد تنتهي صلاحية التأشيرات الإلكترونية، وذلك حسب الدولة المصدِّرة.
تُخزَّن التأشيرة الإلكترونية (e-Visa أو eVisa) أو التفويض الإلكتروني للسفر (ETA) في الحاسوب وترتبط برقم جواز السفر بحيث لا يُوضع أي ختم أو ملصق أو طابع في جواز السفر قبل السفر. وتُقدَّم الطلبات عبر الإنترنت، ويُعدّ الإيصال بمثابة تأشيرة يمكن طباعتها أو الاحتفاظ بها على جهاز محمول.

## الاستخدام
تشترط السلطات في الولايات القضائية التالية على فئات معينة من المسافرين الدوليين امتلاك تصريح سفر إلكتروني (ETA) أو تأشيرة إلكترونية (e-Visa) للعبور من ضوابط الحدود عند الوصول:
- أستراليا: تدير أستراليا فئتَين مميزتَين من التفويض الإلكتروني للسفر. ويُتاح نظام "التفويض الإلكتروني للسفر" لمواطني عدة دول من أمريكا الشمالية وآسيا، في حين يقدم برنامج "eVisitor" تسهيلات مماثلة لـمواطني الاتحاد الأوروبي والمنطقة الاقتصادية الأوروبية.
  - التفويض الإلكتروني للسفر: تم تطويره في يناير 1996 وجُرِّب أول مرة في سنغافورة بتاريخ 11 سبتمبر 1996 لحاملي جوازات السفر السنغافورية والأمريكية المسافرين عبر خطوط "كانتاس" و"الخطوط الجوية السنغافورية". وبدأت الطلبات عبر الإنترنت في يونيو 2001.[4][5] واستُبدلت النسخة الحالية من التفويض الإلكتروني، التي قُدّمت بتاريخ 23 مارس 2013، بالإصدارات الأقدم (الفئات الفرعية 976 و977 و956) وتسمح بعدة زيارات قصيرة الأجل إلى أستراليا خلال فترة 12 شهرًا بغرض السياحة أو العمل.[6] ولا توجد رسوم لطلب التأشيرة، لكن يُطبّق رسم خدمة مقداره 20 دولارًا أستراليًا. ويجب على حاملي التصريح أن يكونوا خالين من مرض السل وألا تكون لديهم أحكام جنائية يبلغ مجموعها 12 شهرًا أو أكثر.[7] ويتاح هذا النظام لبعض حاملي جوازات السفر من آسيا وأمريكا الشمالية.[ا]
  - برنامج eVisitor: يسمح لمواطني الاتحاد الأوروبي وعدة دول أخرى بزيارة أستراليا ضمن نظام تأشيرة مبسط مع الحفاظ على مبدأ المعاملة بالمثل مع الاتحاد الأوروبي.[9][10] ويتاح لمواطني 27 دولة عضو في الاتحاد الأوروبي و9 دول أخرى، ويسمح بعدة زيارات تصل إلى ثلاثة أشهر لكل إقامة خلال فترة 12 شهرًا بغرض السياحة أو العمل. وهو مجاني، لكن يجب على المسافرين أن يكونوا خالين من مرض السل وألا تكون لديهم إدانات جنائية يصل مجموعها إلى 12 شهرًا أو أكثر.[9][ب]
- كندا: يمكن للمواطنين الأجانب المؤهلين لدخول كندا من دون تأشيرة القيام بذلك عبر البر أو البحر. ومع ذلك، إذا كان الوصول إلى كندا جوًا، يتوجب عليهم الحصول على ETA قبل الوصول. ويمكن للمسافرين من 14 دولة أخرى، والذين يحتاجون عادةً إلى تأشيرة لدخول كندا، التقديم على ETA إذا كانوا قد حصلوا على تأشيرة كندية خلال السنوات العشر السابقة للتقديم، أو إذا كانوا يحملون حاليًا تأشيرة أمريكية صالحة لغير المهاجرين.[ج] يجب على هؤلاء المسافرين امتلاك تأشيرة كندية صالحة عند دخول كندا برًا أو بحرًا. المواطنون الأمريكيون والمقيمون الدائمون بصورة قانونية، وكذلك المواطنون الفرنسيون القادمون من سان بيير وميكلون، غير مطالبين بالحصول على ETA عند السفر جوًا.
- مجموعة شرق إفريقيا: منذ فبراير 2014، تصدر كينيا ورواندا وأوغندا تأشيرة سياحية شرق أفريقية.[13] تبلغ تكلفة التأشيرة 100 دولار أمريكي ولا توجد قيود على الجنسية. وهي تأشيرة متعددة الدخول لمدة 90 يومًا غير قابلة للتمديد، ويجب استخدامها أولاً لدخول الدولة التي أصدرتها. وكالتأشيرات التقليدية، تُقيَّم يدويًا وتتطلب بعض المستندات مثل تذكرة العودة وشهادة التطعيم.[14]
- هونغ كونغ: يجب على المواطنين الهنود والمواطنين التايوانيين الذين لا يحملون تصريح السفر إلى البر الرئيسي لسكان تايوان إكمال التسجيل المسبق قبل الوصول.[15]
- الهند: تسمح الهند لمواطني معظم الدول[16] بعبور ضوابط الحدود باستخدام التأشيرة الإلكترونية. يجب على حاملي التأشيرة الإلكترونية الوصول عبر 26 مطارًا محددًا.
- إسرائيل: بدءًا من 1 يناير 2025، يجب على الزوار من الدول المعفاة من التأشيرة الحصول على تفويض إلكتروني للسفر (ETA-IL) قبل السفر إلى إسرائيل. تبلغ تكلفة ETA-IL 25 شيكلًا إسرائيليًا وهي صالحة لمدة سنتين أو حتى انتهاء صلاحية جواز السفر، أيهما أقرب.[17][18]
- كينيا: منذ 1 يناير 2021، تصدر كينيا التأشيرات الإلكترونية فقط ولم تعد التأشيرات الورقية متاحة.[19] تصدر كينيا كلًا من "تأشيرة السياحة لشرق أفريقيا" و"تفويض السفر الإلكتروني (eTA)". كلتاهما تتطلب تقييمًا يدويًا يستغرق حوالي ثلاثة أيام، ويستلزم بعض المستندات مثل تذكرة العودة وشهادة التطعيم.[20] يمكن أن يكون eTA للدخول مرة واحدة أو لعدة مرات.
- نيوزيلندا: فرضت نيوزيلندا منذ 1 أكتوبر 2019 على المسافرين المعفيين من التأشيرة (باستثناء المواطنين الأستراليين، وأعضاء القوات الزائرة، أو الأفراد المرتبطين ببرنامج علمي أو بعثة في القارة القطبية الجنوبية ترعاها إحدى الدول الأطراف في معاهدة القطب الجنوبي) الحصول على تفويض السفر الإلكتروني (NZeTA).[21]
- باكستان: يمكن للزوار من عدة دول دخول باكستان للسياحة دون الحصول على تأشيرة مسبقة بشرط حيازتهم ETA.[22]
- قطر: بدءًا من 27 سبتمبر 2017، يمكن لمواطني جميع الجنسيات الذين يحملون تصاريح إقامة أو تأشيرات صالحة من أستراليا أو كندا أو نيوزيلندا أو دول الشنغن أو المملكة المتحدة أو الولايات المتحدة أو دول مجلس التعاون الخليجي الحصول على تفويض سفر إلكتروني لمدة تصل إلى 30 يومًا. ويمكن تمديد التفويض عبر الإنترنت لمدة 30 يومًا إضافية.[23] أطلقت قطر نظام التأشيرة الإلكترونية في 23 يونيو 2017. يمكن لجميع الدول باستثناء مصر وإسرائيل وكوسوفو وفلسطين، التي لا يحق لها الحصول على تأشيرة عند الوصول أو دخول بدون تأشيرة، التقديم للحصول على تأشيرة سياحية عبر الإنترنت من خلال نظام eVisa.[24] تصدر التأشيرات خلال أربعة أيام عمل إذا كانت جميع المستندات مكتملة، وتكون صالحة للإقامة لمدة تصل إلى 30 يومًا في قطر.[25]
- روسيا: تتطلب روسيا ETA من الدول المعفاة من التأشيرة، كما تقدم تأشيرة إلكترونية موحدة لدخول واحد لبعض الجنسيات.
  - التأشيرة الإلكترونية: يمكن لمواطني بعض الدول والأقاليم الحصول على تأشيرة إلكترونية موحدة لمدة 16 يومًا.[26][27] التأشيرة الموحدة صالحة لدخول واحد، وتمتد صلاحيتها إلى 60 يومًا من تاريخ الإصدار، وتسمح بالإقامة في الاتحاد الروسي لمدة تصل إلى 16 يومًا من تاريخ الدخول. بدأت روسيا إصدار التأشيرات الإلكترونية لأول مرة عام 2017 لعدد من المناطق المحددة، ثم توسعت لتصبح صالحة في جميع أنحاء الدولة عام 2020، ومن هنا جاءت تسميتها "التأشيرة الإلكترونية الموحدة".
  - ETA: اعتبارًا من 30 يونيو 2025، يصبح تفويض السفر الإلكتروني شرطًا إلزاميًا للمسافرين من الدول المعفاة من التأشيرة إلى روسيا. يجب على المسافرين الحاصلين على جوازات سفر عادية من الدول والأقاليم المؤهلة الحصول على ETA قبل مغادرتهم إلى روسيا.[28]
- سيشل: جميع زوار سيشيل (باستثناء كوسوفو) لا يحتاجون إلى تأشيرة. ومع ذلك، يجب الحصول على نظام الحدود الإلكتروني لسيشيل (SEBS) قبل 30 يومًا من الدخول، ودفع رسوم. يجب على جميع المسافرين بغض النظر عن أعمارهم القيام بذلك، بينما يحتاج مواطنو سيشيل والمقيمون الدائمون إلى تعبئة نموذج معلومات السفر فقط.[29]
- كوريا الجنوبية: يجب على الزوار المؤهلين المعفيين من التأشيرة الحصول على تفويض السفر الإلكتروني لكوريا (K-ETA).
- سريلانكا: يجب على المسافرين إلى سريلانكا الحصول على ETA قبل الحصول على التأشيرة عند الوصول في منفذ الدخول، باستثناء عدد قليل من الدول المعفاة من ETA، وعدد قليل آخر يتطلب الحصول على تأشيرة مسبقة. يحصل مواطنو الهند وباكستان ودول أخرى في شمال غرب آسيا على خصم في رسوم ETA.[30]
- المملكة المتحدة: ابتداءً من 8 يناير 2025، يجب الحصول على تفويض السفر الإلكتروني للمسافرين من الجنسيات المعفاة من التأشيرة من خارج أوروبا. أما الجنسيات الأوروبية المعفاة من التأشيرة فيجب عليها الحصول على ETA للسفر إلى المملكة المتحدة ابتداءً من 2 أبريل 2025.[31]
- الولايات المتحدة: يُطلب من المسافرين ضمن برنامج الإعفاء من التأشيرة الحصول على تصريح عبر النظام الإلكتروني لتفويض السفر (ESTA) عند السفر إلى أمريكا بأي وسيلة نقل اعتبارًا من 2023. لا يُطلب الحصول على ESTA للمسافرين باستخدام جواز سفر صادر عن حكومة برمودا لمواطن الأقاليم البريطانية ما وراء البحار، أو الداخلين بصفة مواطنين كنديين، أو الداخلين ضمن ترتيبات الإعفاء الأخرى (مثل اتفاقية الارتباط الحر). بموجب أحكام قانون تحسين برنامج الإعفاء من التأشيرة ومنع سفر الإرهابيين لعام 2015، فإن أولئك الذين سافروا إلى إيران أو العراق أو ليبيا أو كوريا الشمالية أو الصومال أو السودان أو سوريا أو اليمن في أو بعد 1 مارس 2011، أو إلى كوبا في أو بعد 12 يناير 2021، أو الذين يحملون جنسية مزدوجة لإحدى الدول: كوبا، إيران، العراق، كوريا الشمالية، السودان أو سوريا، غير مؤهلين للسفر ضمن برنامج الإعفاء من التأشيرة. يجب على غير المؤهلين للبرنامج الحصول على تأشيرة من سفارة أو قنصلية أمريكية.[32]

هذه القوائم ليست شاملة بشكل كامل. قد يكون لبعض الدول تصنيفات أكثر تفصيلًا لبعض هذه الفئات تعكس خصوصيات جغرافيتها وأوضاعها الاجتماعية والاقتصادية ومعاهداتها الدولية وغير ذلك.
| الدولة           | النمط                         | أهلية شاملة | بديل التأشيرة عند الوصول | المرجع        |
| ---------------- | ----------------------------- | ----------- | ------------------------ | ------------- |
| أنغولا           | موافقة مسبقة                  | X           | X                        | [ 33 ]        |
| أنتيغوا وباربودا | تأشيرة إلكترونية              | ✓           | X                        | [ 34 ]        |
| أرمينيا          | تأشيرة إلكترونية              | X           | ✓                        | [ 35 ]        |
| الأرجنتين        | تأشيرة إلكترونية (تسمى ETA)   | X           | X                        | [ 36 ]        |
| جزيرة أسينشين    | تأشيرة إلكترونية              | ✓           | X                        | [ 37 ]        |
| أستراليا         | تصريح سفر إلكتروني (ETA)      | X           | X                        | [ 38 ]        |
| أذربيجان         | تأشيرة إلكترونية              | X           | جزئي                     | [ 39 ]        |
| البحرين          | تأشيرة إلكترونية              | X           | جزئي                     | [ 40 ]        |
| بنين             | تأشيرة إلكترونية              | ✓           | X                        | [ 41 ]        |
| كمبوديا          | تأشيرة إلكترونية              | X           | ✓                        | [ 42 ]        |
| جيبوتي           | تأشيرة إلكترونية              | ✓           | ✓                        | [ 43 ]        |
| مصر              | تأشيرة إلكترونية              | X           | جزئي                     | [ 44 ]        |
| إثيوبيا          | تأشيرة إلكترونية              | ✓           | جزئي                     | [ 45 ]        |
| الغابون          | تأشيرة إلكترونية              | ✓           | جزئي                     | [ 46 ]        |
| جورجيا           | تأشيرة إلكترونية              | X           | X                        | [ 47 ]        |
| سورينام          | تأشيرة إلكترونية              | ✓           | X                        | [ 48 ]        |
| سوريا            | تأشيرة إلكترونية              | X           | X                        | [ 49 ] [ 50 ] |
| تايوان           | تأشيرة إلكترونية              | X           | جزئي                     | [ 51 ]        |
| طاجيكستان        | تأشيرة إلكترونية              | X           | X                        | [ 52 ]        |
| تنزانيا          | تأشيرة إلكترونية              | ✓           | ✓                        | [ 53 ]        |
| تايلاند          | تأشيرة إلكترونية/موافقة مسبقة | ✓           | ✓                        | /             |
| تركيا            | تأشيرة إلكترونية              | X           | X                        | [ 56 ]        |
| أوغندا           | تأشيرة إلكترونية              | X           | ✓                        | [ 57 ]        |
| أوكرانيا         | تأشيرة إلكترونية              | X           | X                        | [ 58 ]        |
| المملكة المتحدة  | تصريح سفر إلكتروني (ETA)      | X           | X                        | [ 31 ]        |
| أوزبكستان        | تأشيرة إلكترونية              | X           | X                        | [ 59 ]        |
| فيتنام           | تأشيرة إلكترونية              | ✓           | ✓                        | [ 60 ] [ 61 ] |
| زامبيا           | تأشيرة إلكترونية              | ✓           | جزئي                     | [ 62 ]        |
| زيمبابوي         | تأشيرة إلكترونية              | ✓           | جزئي                     | [ 63 ]        |

## مقدمة مستقبلية
أعلنت سلطات البرازيل، بيلاروسيا، تشاد، جمهورية الكونغو، جمهورية الكونغو الديمقراطية، غينيا الاستوائية، غانا، كازاخستان، ليبيريا، جنوب أفريقيا، وتونس عن خطط لإدخال التأشيرات الإلكترونية في المستقبل.
- الاتحاد الأوروبي: يخطط لإطلاق نظام معلومات وتصريح السفر الأوروبي (ETIAS) للمواطنين المعفيين من التأشيرة الراغبين في دخول الاتحاد الأوروبي أو منطقة شنغن (بما في ذلك دول الرابطة الأوروبية للتجارة الحرة) ابتداءً من عام 2024. بالنسبة للمواطنين غير المعفيين من التأشيرة، يخطط الاتحاد الأوروبي لإدخال نظام تأشيرة رقمية موحد بدءًا من عام 2026.[75]

- اليابان
- المملكة المتحدة: تعمل على إطلاق تأشيرات إلكترونية لتحل محل جميع الوثائق المادية للهجرة، مثل تصاريح الإقامة البيومترية وملصقات التأشيرة على جوازات السفر. بدأت العملية في عام 2024، ومن المتوقع أن تصبح معظم التأشيرات إلكترونية في عام 2025.[76] وبما أن هذا النظام سيطبق فقط على الزائرين الذين يحتاجون إلى تأشيرة، فإنه منفصل عن نظام ETA القائم بالفعل للزوار المعفيين من التأشيرة.

- الولايات المتحدة: تقوم وزارة الخارجية الأمريكية عبر مكتب الشؤون القنصلية بتطوير وتجربة نظام تأشيرة إلكترونية يسمى "تفويض التأشيرة الرقمية" (DVA)، والذي يهدف في النهاية إلى استبدال التأشيرات التقليدية الملصقة على جوازات السفر. في عام 2023، تمت تجربة هذا النظام مع تأشيرات K-1 الصادرة من سفارة الولايات المتحدة في دبلن، أيرلندا.[77] ونظرًا لأن هذا النظام سيطبق فقط على الزوار الذين يحتاجون إلى تأشيرة، فإنه منفصل عن نظام ESTA القائم بالفعل لزوار برنامج الإعفاء من التأشيرة.